# Willie Edouin
Willie Edouin, all'anagrafe William Frederick Bryer (Brighton, 1º gennaio 1846 – Londra, 4 aprile 1908), è stato un attore, cantante e regista teatrale inglese.
Dopo aver recitato fin da bambino in Inghilterra e in Australia, Edouin si recò negli Stati Uniti per lavorare con la compagnia di burlesque di Lydia Thompson.
Nel 1877 tornò nuovamente negli USA dove, dal 1880, gestì una propria compagnia.
Per oltre un decennio dal 1884, Edouin gestì a Londra dei teatri, in particolare lo Strand Theatre; produsse e interpretò commedie, farse e burlesque. Dagli anni novanta, apparve come protagonista comico in numerosi successi della scena edoardiana, inclusa la commedia Florodora

## Biografia
Nato a Brighton, William Frederick Bryer era il più piccolo dei cinque figli di John Edwin Bryer, un maestro inglese di danza, e di Sarah Elizabeth May. Lui e i suoi fratelli recitarono insieme a Londra e a Brighton in alcuni spettacoli per bambini.

## Spettacoli teatrali
- Lurline (Broadway, 17 ottobre 1870-12 novembre 1870)
- Paris (Broadway, 14 novembre 1870-31 dicembre 1870)
- Florodora (Londra, 11 novembre 1899) e (Broadway, 10 novembre 1900-25 gennaio 1902)